# Liniewo
Liniewo (Duits: Lienfelde) is een dorp in het Poolse woiwodschap Pommeren, in het district Kościerski. De plaats maakt deel uit van de gemeente Liniewo en telt 1052 inwoners.